# 王子湖 (印第安納州)
王子湖（英語：Princes Lakes）是一個位於美國印地安納州約翰遜縣的城鎮。

## 人口
根據2010年美國人口普查的數據，王子湖的面積為3.90平方千米，當中陸地面積為3.46平方千米，而水域面積為0.44平方千米。當地共有人口1312人，而人口密度為每平方千米336人。